# پایان خوش

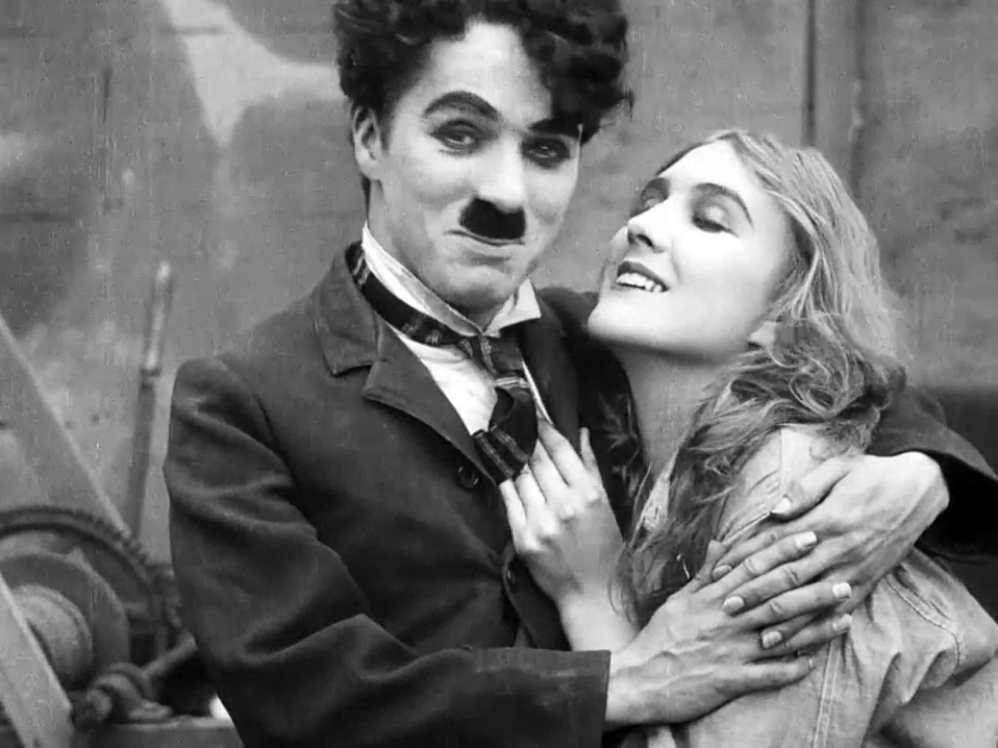
آخرین صحنه فیلم پشت پرده چارلی چاپلین در سال 1916

پایان خوش یا هپی اندینگ (به انگلیسی: Happy ending)، یک طرح پایانی در پیرنگ برخی آثار داستانی است که در آن بجز برای شخصیتهای شر داستان تقریباً همه چیز به بهترین صورت برای شخصیتهای اصلی و شخصیتهای وابسته، و سایر شخصیتهای داستان به پایان می‌رسد.
در داستانهایی با پایان خوش که شخصیتهای اصلی در معرض خطرات فیزیکی هستند، معمولاً داستان با زنده ماندن قهرمان و نتیجه‌گیری موفقیت‌آمیز تلاش و مأموریت وی پایان می‌یابد. در صورتی که در داستان هیچ خطر فیزیکی وجود نداشته باشد پایان خوش اغلب به این صورت است که عاشقان با وجود عوامل مختلف ممانعت‌کننده که ممکن است وجود داشته باشند با عشق خود وصال می‌یابند.
پایان خوش در استاندارد قصه‌ها به‌طور عموم و خلاصه عبارت "خوش و خرم" یا "آنها خوش و خرم زندگی کردند" می‌باشد. که در اکثر فیلم ها یا انیمیشن های میتوان آنرا مشاهده کرد مثل سیندرلا یا سفید برفی و...

## ویژگی‌ها
ویژگی یک داستان با یک پایان خوش این است که شخصیتهای اصلی داستان باید همگی درستکار باشند. در این داستانها ممکن است میلیونها تن از شخصیت‌های پس زمینه بی گناه بمیرند، اما تا زمانی که شخصیت‌های که خواننده یا بیننده و به‌طور کلی مخاطبان به آن‌ها اهمیت می‌دهند زنده بمانند، باز هم براساس آن می‌توان آن پایان خوش را متصور بود.